# Meer van Tunis
Het Meer van Tunis (Arabisch: بحيرة تونس, Buhayra Tunis; Frans: lac de Tunis) is een lagune gelegen tussen de Tunesische hoofdstad Tunis en de Golf van Tunis (Middellandse Zee). Het meer heeft een oppervlakte van 3093 hectare. Het was ooit de natuurlijke haven van Tunis.
Het meer bestaat uit drie afzonderlijke delen: het noordelijke meer, het zuidelijke meer en het vaarkanaal. De beide meren zijn minder dan twee meter diep en de vaargeul is acht meter diep. Het noordelijke meer is verbonden met de zee door het Kheir Eddine-kanaal en het zuidelijke door het Radéskanaal. In het noordelijke meer ligt het eiland Chikly waarop zich een oud fort bevindt en een natuurreservaat is.
De twee meren worden gescheiden door een dijk met daarop een weg en sneltramverbinding TGM die Tunis verbindt met de haven van La Goulette en de noordelijke voorsteden aan de kust, zoals Carthago, Sidi Bou Said en La Marsa.
Als lagune ontvangt het Meer van Tunis zowel zeewater als water van omliggende zoutvlakten. Het is een goede broedplaats voor verschillende watervogels en een overwinteringsgebied voor migrerende soorten zoals de fuut, de slobeend en de flamingo. Het meer heeft een seizoensgebonden algenbedekking en bevat meer dan 138 soorten waterfauna. Het is sinds 2013 een Ramsargebied.

## Referentie
- (fr)  Complexe Lac de Tunis